# Tarn Beck (Arnsbarrow Tarn)
Der Tarn Beck ist ein Wasserlauf im Lake District, Cumbria, England. Der Tarn Beck entsteht als Abfluss des Arnsbarrow Tarn und fließt in südwestlicher Richtung bis zu seiner Mündung in den Selside Beck.